# Harlem Gospel Choir
 (novembre 2012).
Si vous disposez d'ouvrages ou d'articles de référence ou si vous connaissez des sites web de qualité traitant du thème abordé ici, merci de compléter l'article en donnant les références utiles à sa vérifiabilité et en les liant à la section « Notes et références ».
La chorale Harlem Gospel Choir est une des chorales de gospel les plus célèbres aux États-Unis.

## Composition du groupe
Le groupe comprend 65 membres, âgés de 17 à 70 ans. Le groupe a fait le tour du monde et est apparu dans des émissions de télé comme Good Morning America, Top Chef: New York et The Colbert Report.

## Histoire
Le groupe a été fondé le jour de l'anniversaire de naissance de Martin Luther King, le 15 janvier 1986 par Allen Bailey.
Les Harlem Gospel Choir ont chanté pour le pape Jean-Paul II, pour le pape Benoît XVI, Paul McCartney, Nelson Mandela, pour Elton John, et ont chanté avec The Chieftains, Diana Ross, Whoopi Goldberg, Harry Belafonte, Danny Glover, the Dixie Hummingbirds, Jimmy Cliff, Lyle Lovett, Lisa Marie Presley, Bono et U2, André Rieu et son orchestre, Jessica Simpson et Josh Groban.

## Apparitions
Ils chantent tous les dimanches au BB King Blues Club de New-York, et sont très présents à New-York avec des apparitions annuelles au musée des enfants de Manhattan et dans plusieurs écoles primaires.